# The Haunting of Sharon Tate
The Haunting of Sharon Tate is een Amerikaanse horrorfilm uit 2019 gebaseerd op de moord van actrice Sharon Tate door de volgelingen van Charles Manson. De film werd slecht ontvangen en behaalde zeer slechte recensies. Veel recensenten hadden morele problemen met dat de moord gebruikt werd voor een slasher-film. De film was genomineerd voor 4 Razzies en won de Razzie voor slechtste actrice.

## Plot
De zwangere actrice Sharon Tate heeft visioenen van haar aankomende moord, terwijl ze wacht op de thuiskomst van regisseur Roman Polański.

## Rolverdeling
- Hilary Duff – Sharon Tate
- Jonathan Bennett – Jay Sebring
- Lydia Hearst – Abigail "Gibby" Folger
- Tyler Johnson – Tex Watson
- Pawel Szajda – Wojciech Frykowsky
- Ryan Cargill – Steven Parent
- Fivel Stewart – Patricia "Yellow" Krenwinkel
- Bella Popa – Susan "Sadie" Atkins
- Ben Mellish – Charles Manson